# リース・マーフィー
リース・フィリップ・エリオット・マーフィー（Rhys Philip Elliot Murphy、1990年11月6日 - ）は、イングランド・ショアハム＝バイ＝シー出身のプロサッカー選手。ヨーヴィル・タウンFC所属。ポジションはFW。

## 経歴

### クラブ
アーセナルFCのアカデミー出身。U-18チームに在籍していた2008–09シーズン、プレミアアカデミーリーグとFAユースカップの2冠を達成した。
しかしトップチームでの出番は全くなかった。結局、トップチームで1試合も出場しないまま2012年5月にアーセナルを退団した。

### 代表
イングランド生まれながら祖父がアイルランド出身のため、当初はアイルランド共和国代表に選出されていた。
U-16年代以降は出身地のイングランドに変更したが、U-21年代ではアイルランド代表に再変更した。

## 所属クラブ
ユース
- ウィンブルドンFC
- アーセナルFC

プロ
- アーセナルFC 2009-2012

→ ブレントフォードFC 2009-2010 (loan)
→ プレストン・ノースエンドFC 2012 (loan)
- テルスター 2012-2013
- ダゲナム・アンド・レッドブリッジFC 2013-2015
- オールダム・アスレティックAFC 2015-2016

→ クローリー・タウンFC 2015 (loan)
→ AFCウィンブルドン 2016 (loan)
- フォレストグリーン・ローヴァーズFC 2016-2018

→ ヨーク・シティFC 2016-2017 (loan)
→ クローリー・タウンFC 2017 (loan)
→ トーキー・ユナイテッドFC 2017 (loan)
- ジリンガムFC 2018
- チェルムスフォード・シティFC 2018-2019
- ヨーヴィル・タウンFC 2019-

## 代表歴
- アイルランドU-15
- イングランドU-16
- イングランドU-17
  - UEFA U-17欧州選手権2007
  - 2007 FIFA U-17ワールドカップ
- イングランドU-19
  - UEFA U-19欧州選手権2009
- アイルランドU-21
  - UEFA U-21欧州選手権2013予選

## タイトル
アーセナル
- プレミアアカデミーリーグ: 2008-09
- FAユースカップ: 2008-09